# Criomolienda

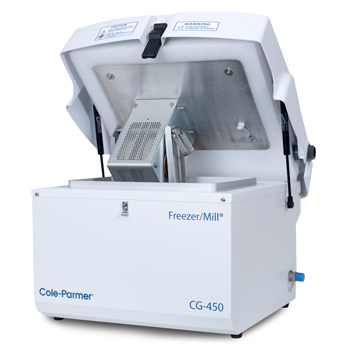
Ejemplo de máquina de criomolienda por soleoide.

La Criomolienda o  molienda criogénica es una técnica que consiste en el uso de bajas temperaturas para reducir el tamaño de partículas. La principal aplicación de la técnica es en materiales flexibles, dúctiles o sensibles a las temperaturas. Se aprovecha de una propiedad de los materiales a bajas temperaturas, por la cual, los materiales a bajas temperaturas se vuelven frágiles.Esta técnica tiene aplicaciones en múltiples campos, desde su uso con termoplásticos, sistemas de extracción y triturado biológico o la modificación de la nanoestructura de materiales sólidos.
La criomolienda hace uso de un medio a temperaturas criogénicas para enfriar, entre los cuales se encuentran el nitrógeno líquido, el hielo seco o el CO2. La técnica suele consistir en varios pasos:
1. Montaje de la maquinaria y preparación de muestra.
2. Vertido del medio criogénico y atemperado. Este paso es importante para que toda la muestra alcance la temperatura final de manera homogénea. Mayor tiempo favorecerá este atemperado, pero supondrá mayor gasto de medio criogénico.
3. Proceso de molienda y descansos. Dependiendo del objetivo, el material y la máquina a usar puede variar. La selección de los parámetros de molienda marcará el efecto en la muestra, así como los descansos entre ciclos permite contener la subida de temperatura por los impactos. Aquí es donde se centra gran parte del desarrollo tecnológico industrial y es la parte más secreta. Las ideas generales aplicadas aquí son; la energía, el tiempo y la dirección de la molienda marcan el efecto en la muestra.
4. Extracción de la muestra y calentado a temperatura de trabajo. Dependiendo del trabajo que se necesite hacer con la muestra posteriormente, o su necesidad de preservarla, se dejará calentar hasta su temperatura óptima, ya sea el mantenerla a baja temperatura para preservar o subir temperatura ambiente para poder procesarla.

## Según el sistema de enfriado

### Molienda en inmersión
La principal diferencia consiste en el uso del medio criogénico como medio de molienda, es decir, el material a moler está en contacto directo con el medio criogénico. Esto permite un enfriado más rápido, ya que existe un contacto directo entre el foco de baja temperatura ( medio criogénico) y la muestra a moler. Sin embargo, al encontrarse el material y el medio criogénico en contacto directo, existe la posibilidad  de contaminación de la muestra. Este efecto es enormemente importante cuando se realizan moliendas de metales con nitrógeno líquido, ya que, el nitrógeno tiene tendencia a difundir en algunos metales y esto afectará a su estructura y propiedades. En esta técnica la evaporación del medio criogénico es a su vez beneficioso como perjudicial, protege la muestra de la atmósfera pero aumenta la presión del recipiente que se esté usando.

### Molienda en  aislada
A diferencia de la molienda en inmersión, en la molienda aislada el material de molienda se introduce en una camisa que posteriormente es introducida en el líquido criogénico. De esta manera solucionas la posibilidad de contaminación por el medio criogénico pero reduces la eficacia del enfriamiento. Además del problema del enfriamiento, hay que tener en cuenta si tus muestras son sensibles al agua, ya que al ser enfriadas, el vapor del agua ambiental condensará y mojará la muestra. Este problema se puede solucionar mediante el uso de cajas secas o de atmósfera controlada (cajas de guantes).

## Según el sistema de molienda
El sistema de molienda indicará la dirección, energía y limitaciones. El material de la máquina (acero, carburo de tungsteno, etc) determinará la energía y los posibles contaminantes. Existen multitud de técnicas de molienda, y alguna de ellas son:

### Molienda de bolas

Molienda de bolas de alta energía.

La principal característica de esta técnica consiste el uso del impacto de bolas para generar estrés mecánico. Es una técnica muy extendida en el procesamiento de materiales. El montaje más habitual consiste en un tarro en el que se introducen las bolas seleccionadas y la muestra, posteriormente  se inserta en el sistema de movimiento que hará a las bolas saltar pulverizando la muestra. Existen numerosas geometrías de movimiento pero una de las más habituales es la planetaria, donde dos o más tarros giran sobre un eje central y sobre sí mismos.
Tamaño, número, y composición de las bolas son parámetros clave para este tipo de técnicas. Otros parámetros serían la dirección de giro, la velocidad,   las paradas, los cambios de dirección.

### Molienda por solenoide

Cómo una molienda por solenoide funciona

En este sistema, en vez de unas bolas lo que tenemos es una barra o cilindro impulsada por campos magnéticos. La barra estaría compuesta de un material sensible a los campos magnéticos y mediante el uso de una corriente a través de un solenoide, es acelerada hasta impactar con los laterales del recipiente. La muestra queda atrapada entre la barra y los laterales, sufriendo los impactos y deshaciéndose en el proceso.
En este tipo de moliendas lo que prima es la velocidad y masa de la barra.